# Linia kolejowa Bošice – Bečváry
Linia kolejowa Bošice – Bečváry – jednotorowa, niezelektryfikowana regionalna linia kolejowa w Czechach. Łączy Bošice i Bečváry, a co za tym idzie linie Pečky – Kouřim i Kolín – Ledečko. W całości znajduje się w kraju środkowoczeskim.